# Dragutin Vunak
Dragutin Vunak (Pitomača, 1925.) 
autor animiranih filmova.

## Životopis
Rođen je u 1925. godine Pitomači. Poznati je hrvatski režiser te pripadnik čuvene Zagrebačke škole crtanog filma. 
Pripada grupaciji stvaralaca iz zagrebačkog studija koji pripadaju "eri režisera". Dragutin Vunak je poznat kao čovjek koji ne crta, a jako puno se bavi crtanim filmom i uvijek mu se vraća. Bio je rukovodilac Studija za crtani film u Interpublicu, dramaturg u Zagreb filmu, umjetnički rukovodilac u Filmoteci 16, pokrenuo je element-film – "trominutnu osmicu"... 
Ističe nekoliko filmova u Zagrebačkoj školi crtanog filma, između ostalog film "Krava na granici" koje je jedno od remek djela u njegovoj režiserskoj karijeri. Uz film "Krava na granici", filmovi "Čovjek i sjena" i "Između usana i čaše" su filmovi koji potvrđuju neprekidno traženje samoga sebe.

## Filmografija
- GRAD NA SAVINJI ( CELJE ), 1955, režija
- IPAK SE KREĆE, 1958, režija, scenarij
- MALI VLAK, 1959, režija, scenarij
- ČOVJEK I SJENA, 1960, režija, scenarij
- ŠAGRENSKA KOŽA, 1960, scenarij
- JABUKA ZVANA LJUBAV, 1961, režija, scenarij
- KRAĐA U LUCI ( SERIJA : INSPEKTOR MASKA ), 1962, scenarij
- OTETI KONJ ( SERIJA: INSPEKTOR MASKA ), 1962, režija, scenarij
- ELEKTRIČNA STOLICA JE NESTALA (SERIJA: INSPEKTOR MASKA), 1963, režija, scenarij
- KRAVA NA GRANICI, 1963, režija
- OTMICA MISS UNIVERSUM ( SERIJA : INSPEKTOR MASKA ), 1963, scenarij
- TRUBA, 1964, scenarij
- DOBRO DOŠLI U ZAGREB, 1966, režija
- ZNATIŽELJA, 1966, scenarij
- L'AMIZICIA ( PROSLAVA ), 1967, režija
- RASTE GRAD ( ZAGREB 63 - 67 ), 1967, režija
- SMOTRA FOLKLORA ( ARTO ), 1967, režija
- IZMEĐU USANA I ČAŠE, 1968, režija scenarij
- BICIKLISTI SERIJA : ZNANJE I PAŽNJA, 1969, režija scenarij
- BRZINA, ALI OPREZ SERIJA: ZNANJE I PAŽNJA, 1969, režija, scenarij
- ČUDNA PTICA, 1969, scenarij
- DIJALOG (MINI), 1969, režija, scenarij, animator
- DJECA U SAOBRAĆAJU SERIJA : ZNANJE I PAŽNJA, 1969, režija, scenarij
- ORATOR ( MINI ), 1969, režija
- PJEŠAK SERIJA : ZNANJE I PAŽNJA, 1969, režija, scenarij
- PRETICANJE SERIJA : ZNANJE I PAŽNJA, 1969, režija, scenarij
- SAOBRAĆAJNI ZNACI SERIJA : ZNANJE I PAŽNJA, 1969, režija, scenarij
- TRAKTORIST SERIJA : ZNANJE I PAŽNJA, 1969, režija, scenarij
- VIKEND SERIJA : ZNANJE I PAŽNJA, 1969, režija, scenarij
- VOZAČ NA DLANU SERIJA : ZNANJE I PAŽNJA, 1969, režija, scenarij
- C'EST LA VIE (MINI), 1971, režija, scenarij
- MANEVRI, 1971, scenarij
- KINETIČKA ENERGIJA, 1973, režija, scenarij
- KOČENJE, 1973, režija, scenarij
- KORACI PJEŠAKA, 1973, režija, scenarij
- BALADA O PODRAVINI, 1980, scenarij
- LACI IDE U ŠKOLU, 1984, režija, scenarij, animator
- VJESNICI PROLJEĆA, 1984, režija, scenarij